# Martin Reed
Martin John Reed, född 10 januari 1978, är en engelsk före detta fotbollsspelare som spelade försvarare i The English Football League för York City,[2] och i non-League football för Scarborough FC.